# 諾恩語
諾恩語屬北日耳曼語支，是一種已經消失的語言，使用範圍約為昔德蘭群島、奧克尼群島、蘇格蘭北部海岸及凱瑟尼斯。後來在15世紀時，這些島嶼被挪威抵押給蘇格蘭，便逐漸被低地蘇格蘭語取代了。

## 歷史
目前還不了解諾恩語是何時滅絕的，最後一份關於使用諾恩語的報告宣稱，是從19世紀開始消失，但更有可能是在18世紀的後期便發生了。在1893年時，更為隔絕的富拉島和安斯特島各自宣稱，其為昔德蘭群島中使用諾恩語的最後地點，那裡的居民都可以講幾句「重複的」諾恩語，有可能為民謠或詩句。安斯特斯卡瓦（Skaw）的瓦特‧薩瑟蘭（Walter Sutherland），是最後一位以諾恩語為母語的人，其大約於1850年過世。雖然，諾恩語已滅絕，但依然有某些詞彙保存至今，主要是地名和植物、動物、天氣狀況、心情和漁業術語等的名詞。
諾爾斯的方言也於蘇格蘭本島的凱斯內斯等地流傳，但卻比奧克尼和昔德蘭的諾恩語還早幾個世紀消亡，約於十五世紀被低地蘇格蘭語所取代。因此，一些學者也討論「凱斯內斯諾恩語」，但其他人會避免此情況。「凱斯內斯諾恩語」甚至比奧克尼、昔德蘭更少為人所知。而且也沒有任何文字存留。剩下的包括一個版本的禱詞和歌謠。麥可‧巴恩斯（Michael Barnes）是倫敦大學斯堪地納維亞研究的教授，其出版了一份研究報告《奧克尼和昔德蘭的諾恩語》。

## 分類
諾恩語屬印歐語系北日耳曼語支中的日耳曼語族。和法羅語、冰島語和挪威語也同屬於西方斯堪地納維亞語群，相異於瑞典語和丹麥語所屬的東部斯堪地納維亞。更多近年來的分析，將北日耳曼語分成島嶼型斯堪地納維亞語和大陸型斯堪地納維亞語。挪威語、丹麥語和瑞典語可互相理解，也是因挪威語在過去的一千多年受到丹麥語非常多地影響，已經偏離了法羅語和冰島語。諾恩語被普遍認為是相當類似於法羅語的，許多語音和文法的特徵也類似，甚至此兩種語言可能可以相互理解。
雖然諾恩語很少有文字留存，但其和法羅語或挪威西部的方言為同源的語言。昔德蘭的語言學家稱，此現象有別於現今對「方言」的認識。

## 語音
諾恩語的音韻不太可能精確地推斷出來，因為缺乏了原始資料，但仍可以從少數文字資料確定此語言的確存在。諾恩語和挪威西南方言有許多共同特徵。包括把處在元音後的清塞音音位/p, t, k/濁化成對應的音素[b, d, ɡ]（昔德蘭方言，但只有部分的奧克尼方言有此特徵），以及/θ/和/ð/（分別為thing和that的起首輔音）分別轉化成[t]和[d]。

## 語法
諾恩語法的特點非常類似於其他斯堪地納維亞語言。有兩類數量詞，三種性別，四種語格（主格、賓格、屬格和與格）。兩種主要動詞的時態變化分為現在式和過去式；和其他北日耳曼語一樣，採用了後綴的冠詞，和中文相反。在現代斯堪地納維亞的定義為：man(n)（「man，人」）；mannen（「the man，某個人」）。雖然難以確定諾恩語法的許多面貌，但從文件中可觀察出可能有無主格的子句，這在西部斯堪地納維亞中很普遍。

## 範例文章
以下是為多個語言版本的基督教禱詞：

- 奧克尼諾恩語：

Favor i ir i chimrie, / Helleur ir i nam thite,
gilla cosdum thite cumma, / veya thine mota vara gort
o yurn sinna gort i chimrie, / ga vus da on da dalight brow vora
Firgive vus sinna vora / sin vee Firgive sindara mutha vus,
lyv vus ye i tumtation, / min delivera vus fro olt ilt, Amen.
- 昔德蘭諾恩語：

Fy vor or er i Chimeri. / Halaght vara nam dit.
La Konungdum din cumma. / La vill din vera guerde
i vrildin sindaeri chimeri. / Gav vus dagh u dagloght brau.
Forgive sindorwara / sin vi forgiva gem ao sinda gainst wus.
Lia wus ikè o vera tempa, / but delivra wus fro adlu idlu.
For do i ir Kongungdum, u puri, u glori, Amen
- 西部北歐國家的古北歐語：

Faþer vár es ert í himenríki, verði nafn þitt hæilagt
Til kome ríke þitt, værði vili þin
sva a iarðu sem í himnum. Gef oss í dag brauð vort dagligt
Ok fyr gefþu oss synþer órar, sem vér fyr gefom þeim er viþ oss hafa misgert
Leiðd oss eigi í freistni, heldr leys þv oss frá ollu illu.
一個昔德蘭諾恩語的「guddick」（ 指的是謎語 ），為1890年代賈古伯‧賈柯布森（Jakob Jakobsen）在安斯特（Unst）島所聽見。同樣的謎語也被法羅群島所知。
| 昔德蘭諾恩語（ 賈古伯‧賈柯布森版 ） Fira honga, fira gonga, Fira staad upo "skø" Twa veestra vaig a bee And een comes atta driljandi. | 法羅語 Fýra hanga, fýra ganga, Fýra standa uppí ský Tvey vísa veg á bø Og ein darlar aftast | 英文翻譯 Four hang, four walk, Four stand skyward, Two show the way to the field And one comes shaking behind | 中文翻譯 於四垂地，於四行走， 於四朝天， 於二領至原野 而一擺盪於後 | 冰島語 Fjórir hanga, fjórir ganga, Fjórir veg vísa, Tveir fyrir hundum verja Einn eftir drallar, sá er oftast saurugur |

答案是一頭牛 。四個乳頭垂吊著，四支腿行走，兩支角和兩個耳朵朝向天空，兩隻眼睛領路至原野和一條尾巴擺盪懸掛於身後。

## 現代的使用和復甦

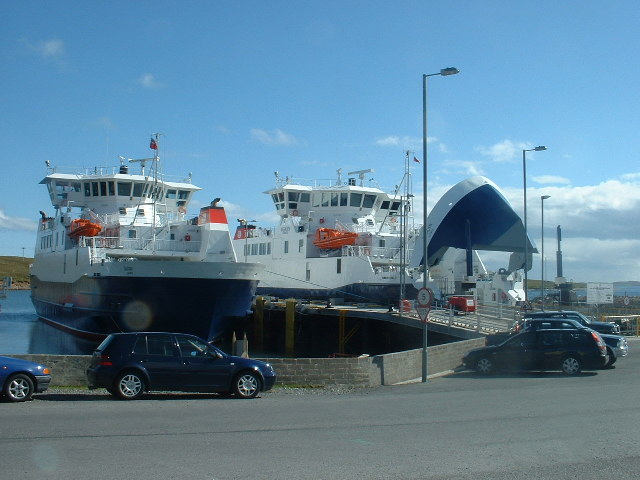
停泊於昔德蘭群島耶爾島尤斯塔的Daggri和Dagalien渡輪。

雖然諾恩實際上為一個死語，但現在有人想要在網路上重建出新諾恩語。
目前在昔德蘭和奧克尼上，使用諾恩語/諾爾斯語的情況多用於典禮，而且大多在舊諾爾斯，如昔德蘭群島的座右銘，Með lögum skal land byggja （英文翻譯：with law shall land be build；中文翻譯：斯土因法而生）。
另外的例子，在北方諸島上的渡輪名稱可以找到諾恩語/諾爾斯語的影子：
- 將其渡船命名為MV Hamnavoe（斯特羅姆內斯之舊名），和MV Hjaltland（Shetland，昔德蘭）和MV Hrossey（Horse Island，「霍斯島」，為奧克尼本島之舊名）。
- Yell Sound Ferry 航行於昔德蘭間的厄斯塔（Ulsta）和托夫特（Toft）。此服務是由2003年開始航行的 Daggri 渡輪（諾斯特語的「黎明」），和2004開始的Dagalien（諾斯特語的「黃昏」）。[4]

## 注意事項
1. ↑  Glanville Price, The Languages of Britain (London: Edward Arnold 1984, ISBN 978-0-7131-6452-7), p. 203
2. ↑  Price, Glanville. The Languages of Britain. London: Edward Arnold 1984.ISBN 978-0-7131-6452-7, p. 204
3. ↑  Barnes, Michael P. The Norn Language of Orkney & Shetland. Lerwick: Shetland Times 1998. ISBN 1-898852-29-4
4. ↑  . .   [2008-02-04]. （原始内容存档于2007-08-06）.

## 進一步閱讀
- Barnes, Michael P."Orkney and Shetland Norn"In Language in the British Isles  ，ed.Peter Trudgill, 352-66. Cambridge: Cambridge University Press, 1984.
- Jakobsen, Jakob.An Etymological Dictionary of the Norn Language in Shetland.   2 vols.London/Copenhagen: David Nutt/Vilhelm Prior, 1928-32 (reprinted 1985).
- Low, George.A Tour through the Islands of Orkney and Schetland.  Kirkwall: William Peace, 1879.
- The Orkney Norn.  。London: Oxford University Press, 1929.
- Rendboe, Laurits.「The Lord's Prayer in Orkney and Shetland Norn 1-2」。North-Western European Language Evolution   14 (1989): 77-112 and 15 (1990): 49-111.
- Wallace, James. An Account of the Islands of Orkney. London: Jacob Tonson, 1700.

## 外部連結
- Orkney&Shetland Norn（页面存档备份，存于）收集所有目前已知的諾恩語文章，描述了其語音和文法
- Norn Language Webpage, Hildina Ballad（页面存档备份，存于）
- Foula Heritage包含諾恩語，和『Hildina Ballad』
- Ethnologue report on Norn
- The Shetland dictionary containing many Shetland Norn words